# Festival de Cinema de Belfast
Fundado em 1995 por Laurence McKeown, nas suas fases iniciais de desenvolvimento, o Festival de Cinema de Belfast também era parte de Féile Phobail. Em seu terceiro e quarto ano, era autônomo e estava sob o comando de Michele Devlin e Laurence McKeown, o Festival de Cinema correu como um evento em toda a cidade e tornou-se o Festival de Belfast no ano de 2000. O festival acontece todos os anos, no mês de abril, em Belfast.